# Marc Emili Lèpid (cònsol 78 aC)
Marc Emili Lèpid (llatí: Marcus Aemilius Q. f. M. n. Lepidus) va ser un magistrat romà del segle i aC. Era fill de Quint Emili Lèpid i va ser el pare de Lèpid el triumvir. Formava part de la gens Emília, i era de la família dels Emili Lèpid.
L'any 81 aC va ser pretor a Sicília on es va destacar per la seva rapacitat només inferior a la de Verres. A la guerra entre Sul·la i Gai Mari havia estat partidari del dictador i havia obtingut una considerable propietat per la compra a preu baix de les propietats confiscades, però més tard va voler ser cap del partit popular, càrrec al qual devia pensar que hi tenia dret per haver-se casat amb Appulea, la filla del famós tribú de la plebs Apuleu Saturní. Amb aquesta finalitat va optar al consolat el 79 aC en oposició al mateix Sul·la; aquest, que ja havia renunciat, va considerar que ho havia deixat tot lligat i no va fer cap esforç per oposar-se a la seva candidatura. Lèpid va rebre no obstant el suport de Gneu Pompeu que volia un candidat contrari a Sul·la, i així va aconseguir l'elecció amb més vots que el candidat oficialista Quint Lutaci Catul i va ser cònsol l'any 78 aC. Sul·la es va limitar a advertir a Pompeu que no convenia reforçar a qui podia ser en el futur el seu rival.
Sul·la va morir durant la primera part de consolat de Lèpid, i així aquest va decidir abolir les seves lleis i enderrocar la constitució aristocràtica. Però les colònies militars de Sul·la garantien que no es podien canviar massa les coses almenys fins a obtenir major suport. Lèpid va buscar l'ajut de Pompeu, que romania lleial als optimats i va intentar evitar el funeral de Sul·la al Camp de Mart, cosa que no va aconseguir, ja que Pompeu no hi va donar suport.
Després va proposar diverses lleis per abolir les de Sul·la, de les quals no se sap el contingut, excepte algunes línies mestres com cridar als exiliats i restaurar les propietats confiscades. El seu col·lega Catul es va oposar a aquestes mesures i va aconseguir el veto d'un tribú a aquestes normes. La situació es va fer molt tensa entre ambdós sectors i el senat va exigir als dos cònsols un jurament de què es farien la guerra un a l'altre, que finalment els dos van acceptar a l'espera d'una nova oportunitat.
Aquesta va arribar quan el senat va assignar les províncies als cònsols pel 77 aC. Itàlia i Gàl·lia Transalpina havien estat declarades províncies proconsulars, i aquesta darrera fou assignada a Lèpid, principalment per allunyar-lo d'Itàlia.
Lèpid encara cònsol va sortir cap a la seva província amb les tropes i diners assignats però es va aturar a Etrúria on va reclutar un exèrcit major. El senat li va ordenar de tornar a Roma per dirigir els comicis però Lèpid, suposant que en realitat el volien tenir en les seves mans, no va obeir i així va acabar l'any, i quan començà l'any 77 aC el senat el va declarar enemic públic, i en els combats va morir el seu fill Emili Lèpid Escipió.
Sense esperar les forces de Marc Brutus, governador de la Gàl·lia Cisalpina, que s'havia declarat a favor seu, Lèpid va avançar cap a Roma on Pompeu i Catul ja l'esperaven; es va lliurar la batalla sota els murs de la ciutat al Camp de Mart i Lèpid fou derrotat i va haver de fugir. Pompeu va anar contra Brutus a la Cisalpina i el va derrotar i matar. Catul va seguir a Lèpid a Etrúria i el perseguit es va haver d'embarcar cap a Sardenya, on fou rebutjat pel propretor de l'illa.
Va morir no gaire temps després, segons es diu del disgust que va tenir quan va saber que la seva dona li era infidel.